# بلقاسم رماش
بلقاسم رماش (من مواليد 12 أكتوبر 1985 بقسنطينة)، لاعب كرة قدم جزائري يلعب حاليا كمدافع لنادي جمعية الخروب في الرابطة الجزائرية المحترفة الثانية.
في 12 يوليو 2010، وقع رماش عقدًا لمدة عام واحد مع شبيبة القبائل.

## روابط خارجية
- بلقاسم رماش على موقع قاعدة بيانات كرة القدم.إي يو (الإنجليزية)
- بلقاسم رماش على موقع Soccerway.com (الإنجليزية)